# Trò chơi năm 1984
Trang này liệt kê các board game,  card game, wargame, miniatures game, và trò chơi nhập vai tabletop xuất bản năm 1984.  Đối với trò chơi điện tử, xem Trò chơi điện tử năm 1984.

## Trò chơi được phát hành hoặc phát minh năm 1984
- The Adventures of Indiana Jones Role-Playing Game
- Axis & Allies (phiên bản của Milton Bradley Company)
- BattleTech
- British Rails
- Broadsides and Boarding Parties
- Chill (trò chơi nhập vai)
- Conquest of the Empire
- The Dark Eye (trò chơi nhập vai)
- Fringeworthy phiên bản thứ 2 (trò chơi nhập vai)
- Golden Heroes (trò chơi nhập vai)
- Heroes Unlimited (trò chơi nhập vai)
- Justice, Inc. (trò chơi nhập vai)
- Maelstrom (trò chơi nhập vai)
- Marvel Super Heroes (trò chơi nhập vai)
- Mekton (trò chơi nhập vai)
- Middle-earth Role Playing
- Panzer Command
- Paranoia (trò chơi nhập vai)
- Ranger
- Ringworld (trò chơi nhập vai)
- Skyrealms of Jorune (trò chơi nhập vai)
- Supremacy
- Toon: The Cartoon Role-playing Game
- Top Secret Spies
- Twilight 2000 (trò chơi nhập vai)
- Wizard

## Giải thưởng trò chơi được trao năm 1984
- Spiel des Jahres: Railway Rivals (Tựa đề tiếng Đức là Dampfross)

## Sự kiện lớn liên quan đến trò chơi năm 1984
- Hasbro purchases the Milton Bradley Company.